# Chilimalopsis parvula
Chilimalopsis parvula är en biart som beskrevs av Toro 1976. Chilimalopsis parvula ingår i släktet Chilimalopsis och familjen långtungebin. Inga underarter finns listade i Catalogue of Life.